# ماری جی. مرگلر
ماری جی. مرگلر (انگلیسی: Marie J. Mergler؛ ۱۸۱۸ مه ۱۸۵۱ – ۱۸ مه ۱۹۰۱ (۵۰ سالگی) پزشک، جراح و نویسنده پزشکی آلمانی-آمریکایی در قرن نوزدهم بود. او در سال ۱۸۸۱ یک مطب عمومی در شیکاگو افتتاح کرد، و سپس در رشته‌های جراحی زنان و زایمان تخصص یافت. مرگلر به جراح زبردست زنان تبدیل شد و در این زمینه در میان برجسته‌ترین افراد حرفه‌اش در آنچه که آن زمان «شمال‌غربی ایالات متحده» خوانده می‌شد، قرار گرفت. او در مؤسسه مادر خود به‌عنوان مدرس، استاد، دبیر و رئیس مشغول به کار شد.
مرگلر از زمان فارغ‌التحصیلی‌اش با کالج پزشکی زنان شیکاگو همکاری داشت و برای سال‌ها به‌عنوان یکی از مدیران اجرایی این مؤسسه خدمت کرد، جایی که کرسی زنان‌پزشکی بالینی و عملی را نیز بر عهده داشت. در سال ۱۸۹۹، مرگلر به‌عنوان رئیس این مدرسه انتخاب شد و جانشین ایزاک اِن. دنفورث شد که استعفا داده بود. در نوامبر ۱۸۹۵، او به‌عنوان پزشک و جراح ارشد در بیمارستان ماری تامپسون برای زنان و کودکان انتخاب شد، اما دو سال بعد از این سمت استعفا داد. او برای سال‌ها جراح حاضر در بیمارستان زنان شیکاگو بود، و همچنین در کادر درمانی مدرسه فوق‌لیسانس پزشکی قرار داشت، جایی که یک کلینیک در زمینه جراحی زنان اداره می‌کرد. بزرگ‌ترین دستاورد او در کمک به زنان برای دستیابی به بهترین فرصت‌های ممکن جهت دریافت آموزش پزشکی کامل در کالج پزشکی زنان شیکاگو بود.

## اوایل زندگی و تحصیلات
ماری ژوزفا مرگلر در ۱۸ مه ۱۸۵۱ در ماین‌اشتاکهایم، بایرن، متولد شد. او کوچک‌ترین فرزند از سه فرزند بود. پدرش، فرانسیس آر. مرگلر، فارغ‌التحصیل دانشگاه وورتسبورگ بود. مادرش، هانریته، از نوادگان خاندان فون ریترهاوزن آلمان بود.
زمانی که تقریباً یک ساله بود، والدینش به ایالات متحده مهاجرت کردند و در ویلینگ، ایلی‌نوی، ساکن شدند، جایی که پدرش حرفه پزشکی خود را ادامه داد. مدتی بعد، آن‌ها به پالَتین، ایلی‌نوی، نقل مکان کردند، جایی که او تا زمان مرگش به طبابت پرداخت. به‌دلیل محدود بودن امکانات مدرسه ناحیه‌ای، فرانسیس مرگلر شخصاً آموزش ابتدایی فرزندانش را بر عهده گرفت، و زمانی که به‌خاطر مسئولیت‌های شغلی دیگر قادر به ادامه این کار نبود، معلمین خصوصی جایگزین شدند.
در سن هفده سالگی، مرگلر از مدرسه نرمال کوک کانتی (که اکنون دانشگاه ایالتی شیکاگو است) فارغ‌التحصیل شد و یک سال بعد وارد مدرسه نرمال ایالتی اوزویگو در نیویورک (اکنون دانشگاه ایالتی نیویورک در اوزویگو) شد، جایی که در سال ۱۸۷۱ از رشته کلاسیک فارغ‌التحصیل شد. سپس مرگلر به‌عنوان معاون دبیرستان انگلوود منصوب شد، سمتی که برای چهار سال در اختیار داشت. با این حال، با توجه به اینکه حرفه تدریس برایش محدود بود، تصمیم گرفت حرفه پزشکی را دنبال کند؛ چرا که به این موضوع علاقه‌مند شده بود و گه‌گاه به پدرش در طبابت کمک می‌کرد.
او در سال ۱۸۷۶ وارد کالج پزشکی زنان شیکاگو شد. در طول دوران دانشجویی، به ویلیام اچ. بایفورد، بنیان‌گذار این مدرسه، در برخی از جراحی‌هایش کمک کرد. مرگلر در سال ۱۸۷۹ از این کالج با رتبه اول کلاس خود فارغ‌التحصیل شد. در آن کلاس، تنها سه زن دیگر حضور داشتند.
مرگلر بلافاصله به‌عنوان مدرس داروشناسی منصوب شد، اما برای یک سال به او مرخصی مطالعاتی داده شد. او نخستین زن فارغ‌التحصیل بود که توانست با فارغ‌التحصیلان دیگر کالج‌های پزشکی شیکاگو برای پذیرش به‌عنوان کارورز در بیمارستان شهرستان کوک در دانینگ رقابت کند، و در آزمون رقابتی، رتبه دوم را کسب کرد. او این سمت را به‌دست‌آورد، اما اجازه نیافت آن را اشغال کند. این سمت به مردی داده شد که حتی در آزمون شرکت نکرده بود. مرگلر سپس به سوئیس سفر کرد، جایی که برای یک سال در دانشگاه زوریخ، به تحصیل آسیب‌شناسی و پزشکی بالینی پرداخت.
در سال ۱۸۸۱، مرگلر به شیکاگو بازگشت و یک مطب عمومی راه‌اندازی کرد. در کالج پزشکی زنان، او سمت‌های مختلفی را عهده‌دار شد، از جمله مدرس داروشناسی، مدرس بافت‌شناسی، مدرس داروشناسی و درمان‌شناسی، مربی بالینی در زنان‌پزشکی، و استاد یار زنان‌پزشکی. پس از درگذشت ویلیام اچ. بایفورد، او به‌عنوان جانشین وی در سمت استاد زنان‌پزشکی منصوب شد.